# Дроздова, Тамара Николаевна
Тамара Николаевна Дроздова (25 октября 1924, Москва — 30 сентября 2000, Москва) — советский архитектор и книжный иллюстратор. Лауреат Государственной премии РСФСР в области архитектуры (1972).

## Биография
Родилась 25 октября 1924 года в Москве. Во время Великой Отечественной войны была в эвакуации. В 1948 году окончила Московский архитектурный институт. Ученица Ю. Н. Емельянова.
После окончания института работала в реставрационных мастерских города Владимира. С 1949 года работала архитектором в Управлении проектирования МГУ, участвовала в проектировании 9-этажных общежитий и музея землеведения. Затем работала на строительстве Дворца культуры и науки в Варшаве, участвовала в проектировании зала конгрессов. Принимала участие в проектировании здания Минатома на Большой Ордынке.
С 1953 года работала в мастерской № 5 Моспроекта, занимавшейся застройкой Москворецкого района. Занимала должность главного архитектора проектов. Занималась планировкой и застройкой жилых районов Зюзино и Чертаново, разрабатывала генеральный план Москворецкого района. Занималась реконструкцией Нагорных улиц, проектировала жилые дома на Люсиновской улице и на Варшавском шоссе.
В 1971 году совместно с архитекторами В. Л. Воскресенским и Л. И. Кирильцевой построила здание Института хирургии имени А. В. Вишневского. За эту работу в составе коллектива была удостоена Государственной премии РСФСР в области архитектуры за 1972 год.
Позднее работала заведующей отделением в ЦНИИЭП.
Член Союза архитекторов СССР с 1955 года. Член президиума Московского отделения Союза архитекторов (МОСА). Председатель секции благоустройства и озеленения МОСА. Член КПСС. Избиралась депутатом Москворецкого и Советского райисполкомов.
Автор ряда научных работ, в том числе нескольких книг. Профессионально занималась акварельной живописью и рисунком. Среди её работ — акварели Северного Кавказа, карандашные зарисовки Суханова, этюды острова Валаам, эскизы витражей. В чёрно-белой графике ею выполнены портреты зодчих Древнего Египта на фоне их творений и фрагмент ансамбля Новодевичьего монастыря. Выполнила портрет Леонардо да Винчи (тушь). Занималась книжной иллюстрацией. В 1984 году в Центральном доме архитектора состоялась выставка работ Т. Н. Дроздовой.
Была замужем за инженером-строителем Александром Гордеевичем Дроздовым. Умерла 30 сентября 2000 года в Москве. Похоронена на Новодевичьем кладбище рядом с мужем.

## Награды
- Государственная премия РСФСР в области архитектуры (1972)[4]
- Орден «Знак Почёта»[1]

## Сочинения
- Домашнев А. Д., Дроздова Т. Н. Северное чудо — Соловецкая крепость. — Стройиздат. — М., 1985.
- Домашнев А. Д., Дроздова Т. Н. Из глубины веков : [о памятниках искусства древнего мира]. — Стройиздат. — М., 1985.
- Дроздова Т. Н., Юркина Э. Т. В поисках образа Атлантиды. — М.: Стройиздат, 1992. — ISBN 5-274-00735-X.
- Дроздова Т, Кузнецова М. Монастыри-защитники древней Москвы : (Серия из семи монастырей) : Спасо-Андроников. — Олимпия. — М., 1993. — ISBN 5-87343-008-X.